# Abdoulaye Sissako
Abdoulaye Sissako (Clichy, 26 mei 1998) is een Frans voetballer met Malinese roots die op 1 juli 2025 de overstap maakte van KV Kortrijk naar Sint-Truidense VV. Sissako is een middenvelder.

## Carrière
Sissako genoot zijn jeugdopleiding bij Racing Club de France en AJ Auxerre. Op 9 augustus 2016 maakte hij zijn officiële debuut in het eerste elftal van Auxerre: in de Coupe de la Ligue-wedstrijd tegen Football Bourg-en-Bresse Péronnas 01 kreeg hij van trainer Viorel Moldovan een basisplaats. Drie dagen later kreeg hij in de Ligue 2 ook een basisplaats tegen datzelfde Bourg-en-Bresse. In zijn debuutseizoen in het eerste elftal van Auxerre speelde hij veertien wedstrijden in het eerste elftal, daarnaast speelde hij ook nog voor het B-elftal van de club in de CFA.
In het seizoen 2017/18 mocht Sissako slechts drie keer opdraven in de Ligue 2. Op het einde van het seizoen verhuisde hij dan ook naar reeksgenoot LB Châteauroux, waar de Belgische eersteklasser SV Zulte Waregem een jaar later kwam oppikken.
Na 3,5 seizoenen in de Jupiler Pro League verliet hij het net gedegradeerde SV Zulte Waregem om naar de aartsrivaal KV Kortrijk te gaan. In de zomer van 2025 verliet hij KV Kortrijk om nog verder te voetballen in de hoogste afdeling van het Belgische voetbal, dit maal bij STVV. Hij kwam maar liefst 65 keer in actie voor KV Kortrijk en was daarin goed voor 2 doelpunten en 2 assists.

## Clubstatistieken
| Seizoen         | Club            | Land               | Competitie         | Competitie | Competitie | Beker | Beker | Supercup | Supercup | Europees | Europees | Totaal | Totaal |
| Seizoen         | Club            | Land               | Competitie         | Wed.       | Dlp.       | Wed.  | Dlp.  | Wed.     | Dlp.     | Wed.     | Dlp.     | Wed.   | Dlp.   |
| --------------- | --------------- | ------------------ | ------------------ | ---------- | ---------- | ----- | ----- | -------- | -------- | -------- | -------- | ------ | ------ |
| 2016/17         | AJ Auxerre      | Vlag van Frankrijk | Ligue 2            | 10         | 0          | 5     | 0     | —        | —        | —        | —        | 15     | 0      |
| 2017/18         | AJ Auxerre      | Vlag van Frankrijk | Ligue 2            | 3          | 0          | 1     | 0     | —        | —        | —        | —        | 4      | 0      |
| 2018/19         | LB Châteauroux  | Vlag van Frankrijk | Ligue 2            | 20         | 2          | 3     | 0     | —        | —        | —        | —        | 23     | 2      |
| 2019/20         | LB Châteauroux  | Vlag van Frankrijk | Ligue 2            | 3          | 0          | 1     | 0     | —        | —        | —        | —        | 4      | 0      |
| 2019/20         | Zulte Waregem   | Vlag van België    | Jupiler Pro League | 20         | 1          | 3     | 0     | —        | —        | —        | —        | 23     | 1      |
| 2020/21         | Zulte Waregem   | Vlag van België    | Jupiler Pro League | 20         | 0          | 1     | 0     | —        | —        | —        | —        | 21     | 0      |
| 2021/22         | Zulte Waregem   | Vlag van België    | Jupiler Pro League | 18         | 2          | 1     | 0     | —        | —        | —        | —        | 19     | 2      |
| 2022/23         | Zulte Waregem   | Vlag van België    | Jupiler Pro League | 31         | 1          | 5     | 0     | —        | —        | —        | —        | 36     | 1      |
| 2023/24         | KV Kortrijk     | Vlag van België    | Jupiler Pro League | 33         | 0          | 1     | 0     | —        | —        | —        | —        | 34     | 0      |
| 2024/25         | KV Kortrijk     | Vlag van België    | Jupiler Pro League | 29         | 2          | 2     | 0     | —        | —        | —        | —        | 31     | 2      |
| 2025/26         | STVV            | Vlag van België    | Jupiler Pro League | 0          | 0          | 0     | 0     | —        | —        | —        | —        | 0      | 0      |
| Carrière totaal | Carrière totaal | Carrière totaal    | Carrière totaal    | 187        | 8          | 23    | 0     | 0        | 0        | 0        | 0        | 210    | 8      |

Bijgewerkt op 7 juni 2025.

## Interlandcarrière
Sissako speelde tussen 2016 en 2017 twintig jeugdinterlands voor Frankrijk.

## Persoonlijk
- Sissako is de oudere broer van Moussa Sissako, die voor PFK Sotsji voetbalt.